# Liudmila Kichenok
Liudmila Kichenok (nació el 20 de julio de 1992 en Dnipropetrovsk, Ucrania) es una jugadora de tenis profesional ucraniana. Su mejor clasificación en la WTA fue la número 156 del mundo, que llegó el 21 de julio de 2014. Ha destacado más en la disciplina de dobles donde ha cosechado 11 títulos WTA hasta la fecha. Su mejor ranking de dobles fue el número 3 y lo logró en septiembre de 2024. También ha ganado seis títulos individuales y 22 títulos de dobles en circuito ITF. Es la hermana gemela de Nadiia Kichenok.

## Títulos de Grand Slam

### Dobles
| Año  | Torneo            | Pareja           | Oponentes en la final           | Resultado |
| 2024 | Abierto de EE.UU. | Jeļena Ostapenko | Kristina Mladenovic Shuai Zhang | 6-4, 6-3  |

#### Finalista (1)
| Año  | Torneo               | Pareja           | Oponentes en la final      | Resultado |
| 2024 | Abierto de Australia | Jeļena Ostapenko | Su-wei Hsieh Elise Mertens | 1-6, 5-7  |

### Dobles mixto

#### Títulos (1)
| Año  | Torneo    | Pareja     | Oponentes en la final  | Resultado        |
| 2023 | Wimbledon | Mate Pavić | Xu Yifan Joran Vliegen | 6-4, 6-7(9), 6-3 |

## Títulos WTA (11, 0+11)

### Dobles (11)
| Leyenda                                |
| -------------------------------------- |
| Grand Slam (1)                         |
| Juegos Olímpicos (0)                   |
| WTA Finals (0)                         |
| WTA Elite Trophy (2)                   |
| P. Mandatory & Premier 5, WTA 1000 (1) |
| Premier, WTA 500 (2)                   |
| International, WTA 250 (5)             |

| N.º | Fecha                   | Torneos           | Superficie | Pareja           | Oponentes                         | Resultado           |
| --- | ----------------------- | ----------------- | ---------- | ---------------- | --------------------------------- | ------------------- |
| 1.  | 10 de enero de 2015     | Shenzhen          | Dura       | Nadiia Kichenok  | Chen Liang Yafan Wang             | 6-4, 7-6(6)         |
| 2.  | 4 de agosto de 2016     | Florianópolis     | Dura       | Nadiia Kichenok  | Tímea Babos Réka Luca Jani        | 6-3, 6-1            |
| 3.  | 4 de noviembre de 2018  | Elite Trophy      | Dura (i)   | Nadiia Kichenok  | Shuko Aoyama Lidziya Marozava     | 6-4, 3-6, [10-7]    |
| 4.  | 27 de octubre de 2019   | Elite Trophy      | Dura (i)   | Andreja Klepač   | Yingying Duan Zhaoxuan Yang       | 6-3, 6-3            |
| 5.  | 13 de junio de 2021     | Nottingham        | Hierba     | Makoto Ninomiya  | Caroline Dolehide Storm Sanders   | 6-4, 6-7(3), [10-8] |
| 6.  | 19 de junio de 2022     | Birmingham        | Hierba     | Jeļena Ostapenko | Elise Mertens Shuai Zhang         | w/o                 |
| 7.  | 20 de agosto de 2022    | Cincinnati        | Dura       | Jeļena Ostapenko | Nicole Melichar Ellen Perez       | 7-6(5), 6-3         |
| 8.  | 2 de octubre de 2022    | Tallin            | Dura (i)   | Nadiia Kichenok  | Nicole Melichar Laura Siegemund   | 7-5, 4-6, [10-7]    |
| 9.  | 7 de enero de 2024      | Brisbane          | Dura       | Jeļena Ostapenko | Greet Minnen Heather Watson       | 7-5, 6-2            |
| 10. | 29 de junio de 2024     | Eastbourne        | Hierba     | Jeļena Ostapenko | Gabriela Dabrowski Erin Routliffe | 5-7, 7-6(2), [10-8] |
| 11. | 6 de septiembre de 2024 | Abierto de EE.UU. | Dura       | Jeļena Ostapenko | Kristina Mladenovic Shuai Zhang   | 6-4, 6-3            |

#### Finalista (12)
| N.º | Fecha                    | Torneos              | Superficie            | Pareja           | Oponentes                          | Resultado           |
| --- | ------------------------ | -------------------- | --------------------- | ---------------- | ---------------------------------- | ------------------- |
| 1.  | 17 de septiembre de 2011 | Taskent              | Dura                  | Nadiia Kichenok  | Eleni Daniilidou Vitalia Diachenko | 4-6, 3-6            |
| 2.  | 4 de enero de 2014       | Shenzhen             | Dura                  | Nadiia Kichenok  | Monica Niculescu Klára Zakopalová  | 3-6, 4-6            |
| 3.  | 13 de enero de 2018      | Hobart               | Dura                  | Makoto Ninomiya  | Elise Mertens Demi Schuurs         | 2-6, 2-6            |
| 4.  | 5 de agosto de 2018      | San José             | Dura                  | Nadiia Kichenok  | Yung-Jan Chan Květa Peschke        | 4-6, 1-6            |
| 5.  | 28 de agosto de 2021     | Chicago I            | Dura                  | Makoto Ninomiya  | Nadiia Kichenok Ioana Raluca Olaru | 6-7(6), 7-5, [8-10] |
| 6.  | 23 de octubre de 2021    | Tenerife             | Dura                  | Marta Kostyuk    | Ulrike Eikkeri Ellen Perez         | 3-6, 3-6            |
| 7.  | 19 de febrero de 2022    | Dubái                | Dura                  | Jeļena Ostapenko | Veronika Kudermétova Elise Mertens | 1-6, 3-6            |
| 8.  | 25 de junio de 2022      | Eastbourne           | Hierba                | Jeļena Ostapenko | Aleksandra Krunić Magda Linette    | w/o                 |
| 9.  | 17 de febrero de 2023    | Doha                 | Dura                  | Jeļena Ostapenko | Cori Gauff Jessica Pegula          | 4-6, 6-2, [7-10]    |
| 10. | 28 de enero de 2024      | Abierto de Australia | Dura                  | Jeļena Ostapenko | Su-wei Hsieh Elise Mertens         | 1-6, 5-7            |
| 11. | 7 de abril de 2024       | Charleston           | Tierra batida (verde) | Nadiia Kichenok  | Ashlyn Krueger Sloane Stephens     | 6-1, 3-6, [7-10]    |
| 12. | 2 de febrero de 2025     | Linz                 | Dura (i)              | Nadiia Kichenok  | Tímea Babos Luisa Stefani          | 6-3, 5-7, [4-10]    |